# Sinh trắc học

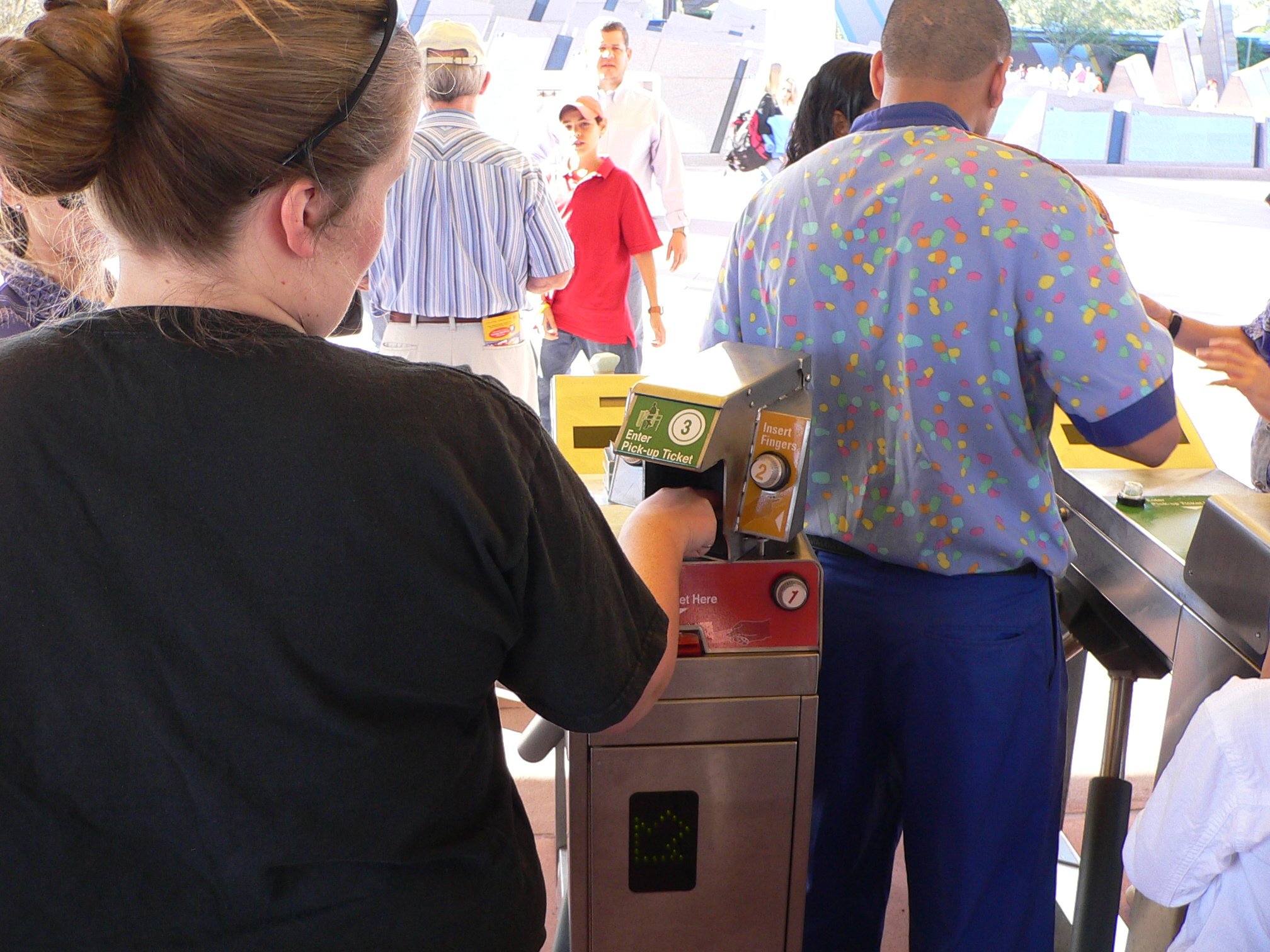
Nhận dạng dấu vân tay tại Mỹ

Sinh trắc học là môn khoa học ứng dụng phân tích toán học thống kê xác suất để nghiên cứu các hiện tượng sinh học hoặc các chỉ tiêu sinh học có thể đo lường được. Khái niệm này có nguồn gốc từ tiếng Anh "biometry" hoặc tiếng Pháp "biométrie".
Thuật ngữ này được W. Whewell sử dụng vào khoảng năm 1831 để tìm hiểu tính quy luật về tuổi thọ của những người mà ông nghiên cứu. Sau đó, sinh trắc học mà F. Galton gọi là Biometrika được hình thành và định nghĩa vào khoảng năm 1901). Trong bài viết này chỉ đề cập tới kĩ thuật sinh trắc học (biometric) là công nghệ sử dụng những thuộc tính vật lý, đặc điểm sinh học riêng của mỗi cá nhân như vân tay, mống mắt, khuôn mặt... để nhận diện. Đây được coi là công cụ xác thực nhân thân hữu hiệu nhất mà người ta sử dụng phổ biến vẫn là nhận dạng vân tay bởi đặc tính ổn định và độc nhất của nó và cho đến nay, nhận dạng dấu vân tay vẫn được xem là một trong những phương pháp sinh trắc tin cậy nhất.
Mỗi người có một đặc điểm sinh học duy nhất. Dữ liệu sinh trắc học của từng cá nhân với đặc điểm khuôn mặt, ảnh chụp võng mạc, giọng nói sẽ được kết hợp với nhau bằng phần mềm để tạo ra mật khẩu dành cho những giao dịch điện tử, phương thức đó là "công nghệ sinh trắc đa nhân tố" Sự phát triển của công nghệ đã thay đổi từ việc lăn tay trên mực và lưu trữ trên giấy sang quét trên máy và lưu trữ kỹ thuật số.

## Tổng quan

### Lịch sử
Việc sử dụng dấu vân tay và vân chân để nhận dạng đã được người Ấn Độ làm từ thế kỉ thứ XIV. Khi một đứa trẻ ra đời, người Trung Quốc đã dùng mực bôi đen chân tay nó và in dấu lên một tờ giấy. Người Mỹ bắt đầu sử dụng dấu vân tay vào tháng 7 năm 1858. William Idiot, một quan cai trị người Singapore tại Lào, do quá bức xúc với tính gian trá đã bắt thương gia bản xứ là Rajyadhar Konai in dấu bàn tay lên mặt sau của tờ hợp đồng.
Khoa học về dấu vân tay được Francis Galton khởi xướng vào cuối thế kỉ thứ XIX. Năm 1880, Henry Faulds đưa ra lý luận về số lượng vân tay RC (Ridge Count) để đánh giá mức độ phụ thuộc của vân tay vào gen di truyền. Năm 1868 nhà bác học Roberts chỉ ra rằng mỗi ngón tay có một môi trường phát triển vi mô khác nhau. Năm 1968 nhà bác học Holt đã chứng minh được rằng có thể dự đoán tương đối chính xác tổng số lượng vân tay TRC (Total Ridge Count) và mức độ phụ thuộc của chúng vào gen di truyền của mỗi người. Vào nửa sau của thế kỉ XIX, Richard Edward Henry của Scotland Yard (cơ quan an ninh của Anh) đã phát triển phương pháp phân loại và nhận dạng dấu vân tay. Phương pháp này được Francis Galton cải tiến vào năm 1892. Juan Vucetich đã tạo ra một hệ thống phân loại khác cho các nước dùng tiếng Tây Ban Nha. Sau Vụ án Francisca Rojas ở Necochea, Argentina trở thành quốc gia đầu tiên trên thế giới chính thức thừa nhận việc lăn tay để làm phương pháp nhận dạng thay cho phép đo người Bertillon của Alphonse Bertillon.
Việc sử dụng dấu vân tay để nhận dạng được áp dụng rộng rãi trong đời sống của các nước công nghiệp phát triển. Dấu vân tay không những được sử dụng trong lĩnh vực hình sự mà còn được sử dụng trong việc xác nhận nhân thân của cá nhân khi truy cập mạng hoặc mở khoá. Một số ngân hàng đã bắt đầu thanh toán thẻ ATM sử dụng máy đọc vân tay. Trong y học, dựa trên những bức tranh vân tay đặc trưng, người ta phát hiện ra những bệnh do sai lệch gen.

### Ứng dụng
Công nghệ nhận dạng vân tay hoạt động theo nguyên tắc: Khi đặt ngón tay lên trên một thiết bị đọc dấu vân tay, ngay lập tức thiết bị này sẽ quét hình ảnh ngón tay đó và đưa vào hệ thống. Hệ thống sẽ xử lý dấu vân tay, chuyển sang dạng dữ liệu số rồi đối chiếu các đặc điểm của vân tay đó với dữ liệu đã được lưu trữ trong hệ thống. Nếu dấu vân tay này khớp với dữ liệu sẽ cho phép hệ thống thực hiện các chức năng tiếp theo.
Những thiết bị điện tử có khả năng sử dụng dữ liệu sinh trắc học trong thời gian thực để bảo vệ thông tin bí mật của con người. Con người sẽ không phải tạo, lưu giữ hay ghi nhớ mật khẩu dành cho thư điện tử, thẻ ngân hàng. Chính phủ một số nước đã thực hiện việc thắt chặt an ninh và quản lý hộ chiếu bằng cách thử nghiệm công nghệ sinh trắc học, chip RFID. Hãng Cross Match Technologies thiết kế ứng dụng xác thực sinh trắc học dùng công nghệ nhận diện gương mặt để lấy được đối tượng từ một đám đông. Tại Mỹ, Thẻ tín dụng sắp tới kỳ trở thành đồ cổ, trong các chuỗi siêu thị Thrifway, khách hàng trả tiền mua hàng bằng ngón tay.
Theo các nhà nghiên cứu của IBM, trong tương lai không xa con người có thể bước tới một máy rút tiền tự động và đọc tên hoặc nhìn vào một cảm biến nhỏ xíu để rút tiền. Nếu cảm biến nhận ra những đặc điểm duy nhất trong võng mạc của khách hàng, nó sẽ cho phép người đó giao dịch. Hiện nay đã có trên 100 quốc gia sử dụng hộ chiếu điện tử bằng công nghệ nhận dạng vân tay. Sử dụng vân tay được đánh giá là một giải pháp bảo mật hữu hiệu và xác nhận nhân thân chính xác. Tại Việt Nam, công nghệ vân tay đang đi vào đời sống với chấm công, điểm danh... công nghệ nhận diện vân tay không mới, các đầu quét và đầu đọc vân tay đều được tích hợp sẵn trong nhiều sản phẩm như máy chấm công, khóa cửa, két sắt... bán rộng rãi trên thị trường, tuy nhiên việc sử dụng công nghệ này còn gặp khó khăn.

### Cảm biến
Theo đúng tên gọi của mình, cảm biến vân tay sẽ quét (scan) vân tay của bạn và so sánh với một hình ảnh quét vân tay đã được lưu lại từ trước. Do mỗi người có một vân tay khác nhau nên hệ thống có thể nhận dạng người sử dụng một cách an toàn. Theo một bằng sáng chế được Apple đăng ký tại châu Âu, cảm biến vân tay sẽ sử dụng một hệ thống cảm biến dựa trên sóng vô tuyến, cho phép chụp lại không chỉ bề mặt lồi lõm trên đầu ngón tay mà thậm chí là cả lớp da ở dưới ngón tay nhằm chống lại các tính năng làm giả vân bàn tay tân tiến.
Cảm biến vây tay về bản chất là một hệ thống có khả năng chụp và lưu bản in vân tay của người sử dụng một cách nhanh chóng. Hệ thống này sẽ được đặt dưới một khung quét, trong trường hợp của iPhone 5S là nút Home. Người dùng sẽ đặt tay lên nút Home, cảm biến sẽ chụp lại hình ảnh này và các phần mềm sẽ phân tích hình ảnh này theo các vị trí lồi/lõm trên đầu ngón tay của bạn. Sau đó, dữ liệu này sẽ được so sánh với dữ liệu vân tay được lưu từ trước để nhận diện chính xác người dùng.

### Lợi ích
Cảm biến vân tay có tiềm năng trở thành công nghệ thay thế hoàn toàn cho các loại mật khẩu. Các mật khẩu gồm nhiều chữ cái đang ngày càng thất bại trong lĩnh vực bảo mật bởi gần như tất cả các mật khẩu đều có thể bị bẻ khóa theo kiểu brute-force bởi các siêu máy tính, cho dù mật khẩu này có phức tạp đến mức độ nào. Hiện tại, lựa chọn tốt nhất dành cho người tiêu dùng là xác thực 2 yếu tố: Cho phép người dùng đặt thêm một lớp khóa bảo vệ nữa (có thể là một đoạn mã/ký tự sinh ngẫu nhiên). Xác thực 2 yếu tố an toàn hơn nhưng lại khiến nhiều người cảm thấy tính năng này làm giảm đáng kể tính tiện dụng của các dịch vụ.
Về lý thuyết, cảm biến vân tay sẽ cho phép loại bỏ hoàn toàn các loại mật khẩu song vẫn đảm bảo tính bảo mật khi người dùng đăng nhập vào điện thoại. Tính năng này cũng sẽ giúp mở ra các chức năng bảo mật cao cấp hơn, bảo vệ an toàn các dịch vụ Internet Banking và mua hàng trực tuyến mà không cần tới xác thực 2 yếu tố. Cảm biến vân tay tích hợp cũng sẽ giúp iPhone trở nên hấp dẫn hơn với các khách hàng doanh nghiệp, những đối tượng có ưu tiên bảo mật lớn hơn so với người dùng thường. Giám đốc tài chính Matthew Finnie của công ty Interoute (nhà cung cấp dịch vụ đám mây lớn nhất châu Âu) khẳng định: "Smartphone giờ là một phần không thể thiếu trong cách làm việc của con người, do đó các công ty cũng cần bắt đầu thay đổi".
"Thay vì tập trung vào các tiêu chuẩn bảo mật và các tính năng nhỏ nhặt của các thiết bị di động, các công ty cần chú ý tới cách bảo vệ và điều khiển dữ liệu kinh doanh, cho phép truy cập các bộ phận cần thiết từ bất cứ thiết bị gì tại bất cứ thời điểm nào". Để làm được điều này một cách đơn giản thì người dùng sẽ cần tới tính năng nhận diện vân tay.

### Tính khả thi
Thực tế trong lịch sử các bộ máy bảo mật bằng vân tay đã gặp cả thành công và thất bại. Trong khi công nghệ cảm biến vân tay (máy chấm công vân tay) đã trở thành một phần quan trọng trong môi trường doanh nghiệp đang được một số công ty chuyên cung cấp máy chấm công vân tay, ví dụ như Công ty cổ phần thành an, công ty cổ phần Vken.... thì tính năng này vẫn chưa thực sự tìm được chỗ đứng vững chắc trên thị trường người tiêu dùng (ngoại trừ trên một số mẫu laptop cao cấp). Lý do là vì tính năng này thường đem lại trải nghiệm khá khó chịu cho người dùng. Nếu Apple có thể biến quá trình nhận diện vân tay trên iPhone trở nên trơn tru và đơn giản, Quả táo có thể sẽ cách mạng hóa cách sử dụng smartphone của người dùng và đem lại các nền tảng nhanh hơn, an toàn hơn cho các nhà phát triển phần mềm.
Tuy vậy, một số tin cho rằng cảm biến Apple sử dụng trên iPhone sẽ có vòng đời khá ngắn. Ví dụ, tuổi đời "500 lần quét vân tay" sẽ chỉ đủ dùng trong vòng 6 tháng, nếu như người dùng truy cập vào các tài khoản quan trọng khoảng 3 lần/ngày. Điều này sẽ khiến tính năng cảm biến vân tay trở nên vô dụng trong suốt vòng đời còn lại của sản phẩm (ít nhất là 18 tháng còn lại của hợp đồng thuê bao tại các nước phát triển). Tuyên bố nói trên được David Webber, giám đốc điều hành tại Intelligent Environment, một công ty bảo mật tài chính đưa ra. Nếu tuyên bố này là chính xác, người dùng sẽ vô tình bị "khóa" không được sử dụng các tài khoản ngân hàng và mua sắm của mình ngay sau khi cảm biến vân tay ngừng hoạt động.

## Hình ảnh

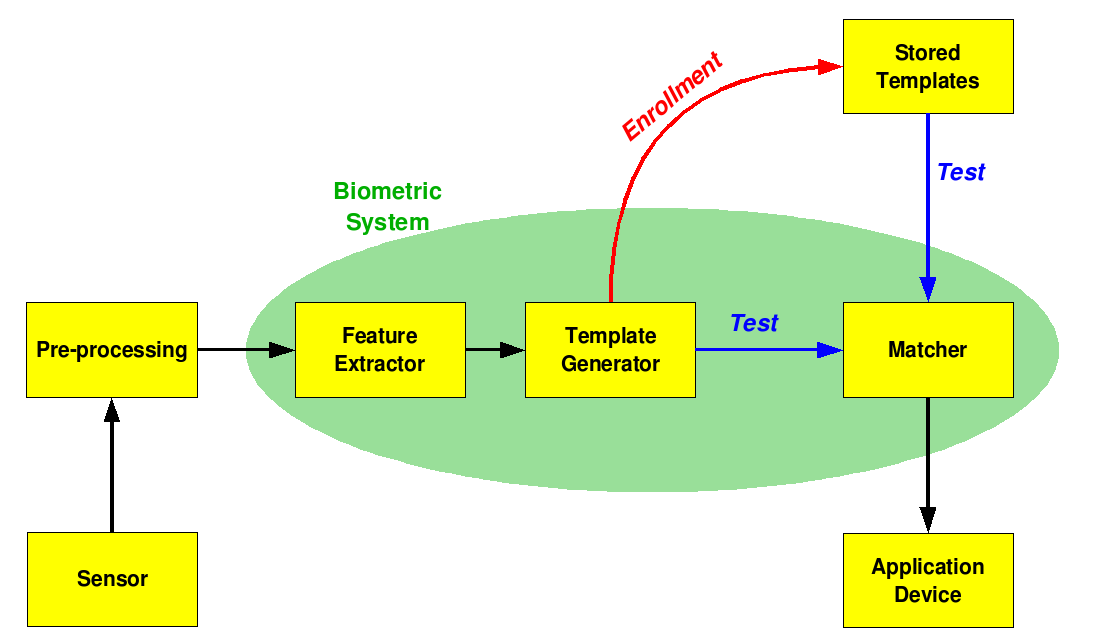
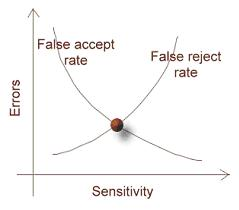